# Copa América 1939
Copa América 1939 – piętnaste mistrzostwa kontynentu południowoamerykańskiego, odbyły się w dniach 15 stycznia – 12 lutego 1939 roku po raz trzeci w Peru. Reprezentacje: Boliwii, Brazylii i Argentyny wycofały się. Na turnieju zadebiutował Ekwador. Do rozgrywek przystąpiło pięć reprezentacji. Grano systemem każdy, z każdym, a o zwycięstwie w turnieju decydowała końcowa tabela.

## Uczestnicy

### Chile
| Zawodnik              | Klub                      |
| --------------------- | ------------------------- |
| José Avendaño         | Deportes Magallanes       |
| Osvaldo Carvajal      | Unión Española            |
| Jorge Córdova         | Deportes Magallanes       |
| Julio Córdova         | Deportes Magallanes       |
| Ascanio Cortés        | Audax Italiano            |
| Alfonso Domínguez     | Unión Española            |
| Augusto Lobos         | Santiago Morning          |
| Roberto Luco          | CSD Colo-Colo             |
| Felipe Mediavilla     | Unión Española            |
| Julio Montero         | CSD Colo-Colo             |
| Raúl Muñoz            | Deportes Magallanes       |
| Gustavo Pizarro       | Badminton Valparaíso      |
| Luis Ponce            | Deportes Magallanes       |
| Guillermo Riveros     | Audax Italiano            |
| Humberto Roa          | Audax Italiano            |
| Eduardo Simián        | Club Universidad de Chile |
| Enrique Sorrel        | CSD Colo-Colo             |
| Raúl Toro             | Santiago Wanderers        |
| Trener: Pedro Mazullo |                           |

### Ekwador
| Zawodnik              | Klub |
| --------------------- | ---- |
| Marino Alcívar        | ?    |
| Manuel Arenas         | ?    |
| Luis Arias            | ?    |
| Fonfredes Bohórquez   | ?    |
| Ernesto Cevallos      | ?    |
| Leónidas Elizalde     | ?    |
| Augusto Freire        | ?    |
| Enrique Herrera       | ?    |
| Luis Hungría          | ?    |
| Jorge Laurido         | ?    |
| Francisco Martínez    | ?    |
| José Merino           | ?    |
| José Peralta          | ?    |
| Eloy Ronquillo        | ?    |
| Augusto Solís         | ?    |
| Alfonso Suárez Rizzo  | ?    |
| Ramón Unamuno         | ?    |
| José Vasconez         | ?    |
| Humberto Vásquez      | ?    |
| Arturo Zambrano       | ?    |
| Trener: Ramón Unamuno |      |

### Paragwaj
| Zawodnik                      | Klub |
| ----------------------------- | ---- |
| Ricardo Aquino                | ?    |
| Diego Ayala                   | ?    |
| Eustaquio Bareiro             | ?    |
| Marcial Barrios               | ?    |
| Víctor Encina                 | ?    |
| Fidelino Etcheverry           | ?    |
| Ferreira                      | ?    |
| Tiberio Godoy                 | ?    |
| Milciades Gómez Benítez       | ?    |
| Manuel González               | ?    |
| José Ibáñez                   | ?    |
| Antonio Invernizzi            | ?    |
| Juan Félix Lezcano            | ?    |
| Eduardo Mingo                 | ?    |
| Gabino Morín                  | ?    |
| Raúl Núñez Velloso            | ?    |
| Miguel Ortega                 | ?    |
| E. Romero                     | ?    |
| Lorenzo Velloso               | ?    |
| Jacinto Villalba              | ?    |
| Trener: Manuel Fleitas Solich |      |

### Peru
| Zawodnik               | Klub               |
| ---------------------- | ------------------ |
| Jorge Alcalde          | Sport Boys Callao  |
| Teodoro Alcalde        | Sport Boys Callao  |
| Alberto Baldovino      | Universitario Lima |
| Víctor Bielich         | Municipal Lima     |
| Segundo Castillo       | Sport Boys Callao  |
| Raúl Chapel            | Sport Boys Callao  |
| Arturo Fernández       | Universitario Lima |
| Teodoro Fernández      | Universitario Lima |
| Juan Honores           | Universitario Lima |
| Pedro Ibáñez           | Sport Boys Callao  |
| Orestes Jordán         | Universitario Lima |
| Víctor Marchena        | Sport Boys Callao  |
| Adolfo Magallanes      | Alianza Lima       |
| Arturo Paredes         | Sport Boys Callao  |
| Jorge Parró            | Municipal Lima     |
| Pablo Pasache          | Municipal Lima     |
| Enrique Perales        | Universitario Lima |
| Juan Quispe            | Alianza Lima       |
| Pedro Reyes            | Santiago Barranco  |
| César Socarraz         | Universitario Lima |
| Carlos Tovar           | Universitario Lima |
| Juan Valdivieso        | Alianza Lima       |
| Trener: Jack Greenwell |                    |

### Urugwaj
| Zawodnik                | Klub                      |
| ----------------------- | ------------------------- |
| Adelaido Camaití        | CA Peñarol                |
| Aníbal Ciocca           | Club Nacional de Football |
| Oscar Chirimini         | River Plate Montevideo    |
| Roberto Fager           | Montevideo Wanderers      |
| Eugenio Galvalisi       | Rampla Juniors            |
| Horacio Granero         | Central Montevideo        |
| Pedro Lago              | CA Peñarol                |
| Ernesto Mascheroni      | CA Peñarol                |
| Aníbal Luis Paz         | CA Bella Vista            |
| Roberto Porta           | Club Nacional de Football |
| Abdón Reyes             | Sud América Montevideo    |
| Plácido Rodríguez       | Rampla Juniors            |
| Manuel Sanguinetti      | River Plate Montevideo    |
| Obdulio Jacinto Varela  | Montevideo Wanderers      |
| Severino Varela         | CA Peñarol                |
| General Viana           | Central Montevideo        |
| Félix Zaccour           | Sud América Montevideo    |
| Erebo Zunino            | CA Peñarol                |
| Trener: Alberto Suppici |                           |

## Mecze

### Paragwaj–Chile
| PARAGWAJ – CHILE 5:1 |
| --- |
| 15 stycznia 1939, Lima, Estadio Nacional (widzów 10 000)                                                                          |
| Sędzia: Alberto March |
| PARAGWAJ: Encina – Lezcano, Invernizzi – Ayala, Villalba, Ibáńez – Barrios, Godoy, Mingo, Ortega, Aquino                          |
| CHILE: Simián – Roa, Jorge Córdova – Montero, Riveros, Ponce (Julio Córdova) – Sorrel, Toro, Domínguez, Carvajal, Avendańo (Luco) |
| Bramki: Godoy (2), Barrios (2), Aquino – Sorrel 8                                                                                 |

### Peru–Ekwador
| PERU – EKWADOR 5:2 (3:0) |
| --- |
| 15 stycznia 1939, Lima, Estadio Nacional (widzów 10 000)                                                                                        |
| Sędzia: Carlos Puyol |
| PERU: Honores – A.Fernández, Quispe – Tovar, Castillo, Perales – Magallanes (T.Alcalde), Ibáńez, T.Fernández, J.Alcalde, Paredes                |
| EKWADOR: Vásquez – Ronquillo, Solís – Merino, Zambrano (Peralta), Arias (Vasconez) – Cevallos, Unamuno (Alcívar), Suárez Rizzo, Herrera, Freire |
| Bramki: 1:0 T.Fernández 6, 2:0 J.Alcalde 16, 3:0 T.Fernández 34, 3:1 Alcívar 55, 4:1 J.Alcalde 58, 5:1 T.Fernández 77, 5:2 Alcívar 89           |

### Urugwaj–Ekwador
| URUGWAJ – EKWADOR 6:0 (1:0) |
| --- |
| 22 stycznia 1939, Lima, Estadio Nacional (widzów 10 000)                                                                                             |
| Sędzia: Enrique Cuenca |
| URUGWAJ: Granero – Sanguinetti, Mascheroni – Zunino, Galvalisi, Viana (70 Reyes) – Porta, Ciocca, Lago, S.Varela, Camaití                            |
| EKWADOR: Vásquez – Ronquillo, Solís – Merino, Peralta (Zambrano), Vasconez – Cevallos, Suárez Rizzo, Arenas (Alcívar), Herrera (Bohórquez), Elizalde |
| Bramki: 1:0 Porta 22, 2:0 S.Varela 53, 3:0 S.Varela 55, 4:0 Lago 65, 5:0 Lago 70, 6:0 S.Varela 81                                                    |

### Peru–Chile
| PERU – CHILE 3:1 (0:0)                                                                                                 |
| --- |
| 22 stycznia 1939, Lima, Estadio Nacional (widzów 6 000)                                                                |
| Sędzia: Carlos Puyol                                                                                                   |
| PERU: Honores – A.Fernández, Chapel – Tovar, Pasache, Perales – T.Alcalde, Bielich, T.Fernández, J.Alcalde, Paredes    |
| CHILE: Lobos – Cortés, Jorge Córdova – Montero, Mediavilla, Ponce – Sorrel, Toro (Domínguez), Pizarro, Carvajal, Muńoz |
| Bramki: 1:0 T.Fernández 46, 1:1 Domínguez 55, 2:1 T.Fernández 65 k, 3:1 J.Alcalde 80                                   |

### Urugwaj–Chile
| URUGWAJ – CHILE 3:2 (2:2) |
| --- |
| 29 stycznia 1939, Lima, Estadio Nacional (widzów 15 000)                                                                                               |
| Sędzia: Enrique Cuenca |
| URUGWAJ: Granero – Sanguinetti, Mascheroni – Zunino, Galvalisi, Reyes (46 O.Varela) – Porta, Ciocca (46 Chirimini), Lago (80 Fager), S.Varela, Camaití |
| CHILE: Lobos (Simián) – Cortés, Jorge Córdova – Julio Córdova, Riveros (Mediavilla), Ponce – Sorrel (Luco), Domínguez, Pizarro, Avendańo, Muńoz        |
| Bramki: 0:1 Muńoz 3, 1:1 S.Varela 19, 2:1 Camaití 30, 2:2 Luco 39, 3:2 Chirimini 73                                                                    |

### Peru–Paragwaj
| PERU – PARAGWAJ 3:0 (2:0) |
| --- |
| 29 stycznia 1939, Lima, Estadio Nacional (widzów 15 000)                                                                          |
| Sędzia: Alfredo Vargas |
| PERU: Honores – A.Fernández, Chapel – Tovar, Pasache, Castillo – T.Alcalde (Magallanes), Bielich, T.Fernández, J.Alcalde, Paredes |
| PARAGWAJ: González – Lezcano, Invernizzi – Ayala, Villalba, Ibáńez – Barrios, Godoy, Mingo, Ortega, Aquino                        |
| Bramki: 1:0 T.Fernández 11, 2:0 T.Fernández 30, 3:0 J.Alcalde 78                                                                  |

### Chile–Ekwador
| CHILE – EKWADOR 4:1 (3:1)                                                                                             |
| --- |
| 5 lutego 1939, Lima, Estadio Nacional (widzów 10 000)                                                                 |
| Sędzia: Carlos Puyol                                                                                                  |
| CHILE: Simián – Cortés, Jorge Córdova – Julio Córdova, Riveros, Ponce – Sorrel, Toro, Pizarro, Avendańo, Luco         |
| EKWADOR: Martínez – Ronquillo, Hungría – Peralta, Vasconez, Laurido – Cevallos, Freire, Alcívar, Arenas, Suárez Rizzo |
| Bramki: 1:0 Toro 6, 2:0 Avendańo 15, 3:0 Sorrel 19 p, 3:1 Arenas 35, 4:1 Avendańo 79                                  |

### Urugwaj–Paragwaj
| URUGWAJ – PARAGWAJ 3:1 (2:0) |
| --- |
| 5 lutego 1939, Lima, Estadio Nacional (widzów 10 000)                                                                                                |
| Sędzia: Enrique Cuenca |
| URUGWAJ: Granero – Sanguinetti (85 Zaccour), Mascheroni – Zunino, Galvalisi (67 O.Varela), Viana – Porta, Ciocca, Lago (85 Fager), S.Varela, Camaití |
| PARAGWAJ: González – Velloso (Lezcano), Invernizzi – Ayala, Villalba, Ibáńez – Barrios, Godoy, Mingo, Ortega, Aquino                                 |
| Bramki: 1:0 Lago 14, 2:0 S.Varela 40 k, 2:1 Barrios 59, 3:1 Porta 66                                                                                 |

### Paragwaj–Ekwador
| PARAGWAJ – EKWADOR 3:1 (1:0)                                                                                               |
| --- |
| 12 lutego 1939, Lima, Estadio Nacional (widzów 15 000)                                                                     |
| Sędzia: Enrique Cuenca |
| PARAGWAJ: González – Lezcano, Invernizzi – Ayala, Villalba, Ibáńez – Barrios (Barreiro), Godoy, Ortega, Aquino, Mingo      |
| EKWADOR: Vásquez – Ronquillo, Solís – Peralta, Vasconez, Arias – Cevallos, Freire, Alcívar (Suárez Rizzo), Arenas, Herrera |
| Bramki: 1:0 Mingo 4, 2:0 Godoy 61, 3:0 Barreiro 63, 3:1 Arenas 75                                                          |

### Peru–Urugwaj
| PERU – URUGWAJ 2:1 (2:1) |
| --- |
| 12 lutego 1939, Lima, Estadio Nacional (widzów 40 000) |
| Sędzia: Alfredo Vargas |
| PERU: Honores – A.Fernández, Chapel – Tovar, Pasache, Castillo – T.Alcalde, Bielich (Ibáńez, Quispe), T.Fernández, J.Alcalde, Paredes                     |
| URUGWAJ: Granero – Sanguinetti (84 Zaccour), Mascheroni – Zunino, Galvalisi, Viana – Porta, Ciocca (60 Camaití), Lago, S.Varela (70 Chirimini), Rodríguez |
| Bramki: 1:0 J.Alcalde 7, 2:0 Bielich 35, 2:1 Porta 44 |

## Podsumowanie

### Wyniki
Wszystkie mecze rozgrywano w Limie na stadionie Stadium Nacional
| Paragwaj | 5 – 1       | Chile    |
| Peru     | 5 – 2 (3-0) | Ekwador  |
| Urugwaj  | 6 – 0 (1-0) | Ekwador  |
| Peru     | 3 – 1 (0-0) | Chile    |
| Urugwaj  | 3 – 2 (2-2) | Chile    |
| Peru     | 3 – 0 (2-0) | Paragwaj |
| Chile    | 4 – 1 (3-1) | Ekwador  |
| Urugwaj  | 3 – 1 (2-0) | Paragwaj |
| Paragwaj | 3 – 1 (1-0) | Ekwador  |
| Peru     | 2 – 1 (2-1) | Urugwaj  |

### Końcowa tabela
| Poz | Klub     | Mecze | Zw | Rem | Por | Pkt | BrZd | BrStr |
| --- | -------- | ----- | -- | --- | --- | --- | ---- | ----- |
| 1   | PERU     | 4     | 4  | 0   | 0   | 8   | 13   | 4     |
| 2   | URUGWAJ  | 4     | 3  | 0   | 1   | 6   | 13   | 5     |
| 3   | PARAGWAJ | 4     | 2  | 0   | 2   | 4   | 9    | 8     |
| 4   | CHILE    | 4     | 1  | 0   | 3   | 2   | 8    | 12    |
| 5   | EKWADOR  | 4     | 0  | 0   | 4   | 0   | 4    | 18    |

Piętnastym triumfatorem turnieju Copa América został po raz pierwszy zespół Peru.

### Strzelcy bramek
| Gole | Piłkarze                                                                        |
| ---- | ------------------------------------------------------------------------------- |
| 7    | T.Fernández                                                                     |
| 5    | J.Alcalde S.Varela                                                              |
| 3    | Barrios, Godoy Lago, Porta                                                      |
| 2    | Avendańo, Sorrel Alcívar, Arenas                                                |
| 1    | Domínguez, Luco, Muńoz, Toro Aquino, Barreiro, Mingo Bielich Camaití, Chirimini |

### Sędziowie
| Mecze | Sędziowie      |
| ----- | -------------- |
| 4     | Enrique Cuenca |
| 3     | Carlos Puyol   |
| 2     | Alfredo Vargas |
| 1     | Alberto March  |